# Bartek (fa)

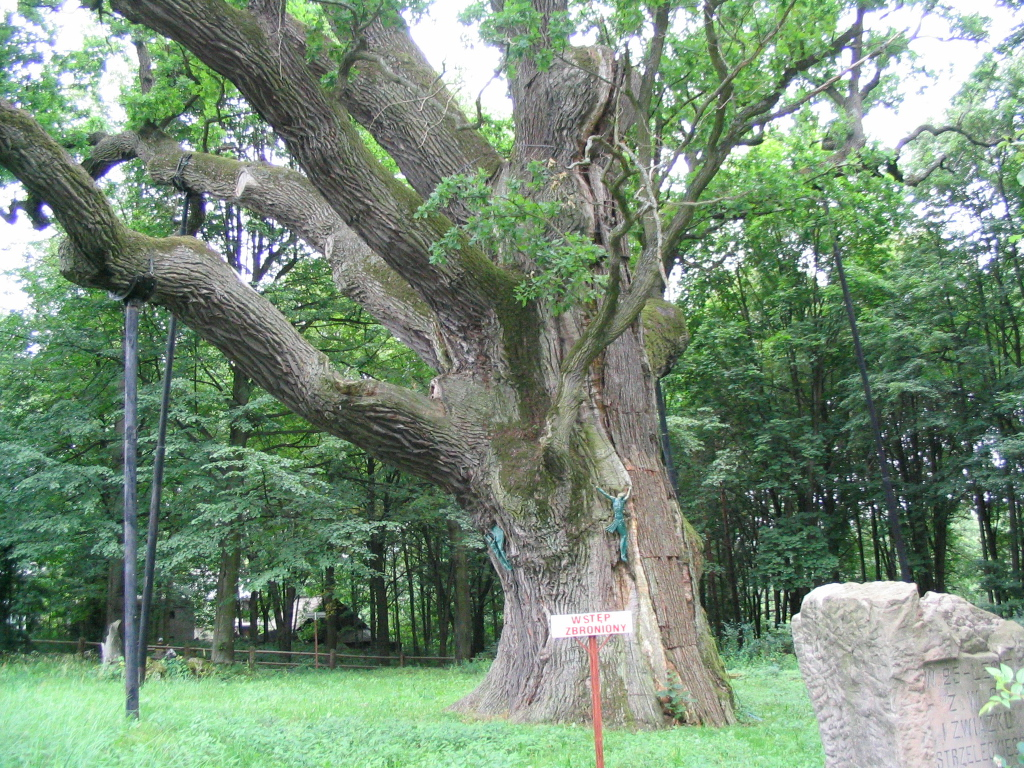
Bartek

A Bartek Lengyelország leghíresebb ősfája. A tölgy Zagnańskban áll, Kielce közelében, Świętokrzyskie hegységben. Korát sokáig 1200 évre becsülték, de egy új vizsgálat, amelynek során mintát vettek a fa gyűrűiből, "csak" 625 évet állapított meg. Három ennél öregebb tölgy is van Lengyelországban, de egyik sem olyan hires, mint a Bartek.
A harminc méter magas fa kerülete a talaj közelében 13,5 méter, a korona mintegy negyven méteres átmérőjű. Azt mesélik, Nagy Kázmér lengyel király udvartartásával gyakran töltötte az időt a fa alatt, és hogy a bécsi csatákból visszatérő Sobieski János király is megpihent a tölgy alatt, és elrejtett a tölgy odvában egy török szablyát, egy pisztolyt és egy üveg bort. 
Az öreg tölgy pusztulóban van.